# 德文·馬布爾
羅伊·德文·馬布爾（英語：Roy Devyn Marble，1992年9月21日—）為美國男子籃球運動員，出生於密西根州弗林特赫爾利醫療中心，成長於密西根州绍斯菲尔德，馬布爾與父親羅伊·馬布爾同樣就讀於爱荷华大学，且為十大联盟第一對得分突破千分大關的父子倆。馬布爾在2014年NBA選秀第二輪第56順位獲得丹佛掘金青睞，選秀會當天被交易至奥兰多魔术。2023年12月P. LEAGUE+福爾摩沙夢想家宣布簽下馬布爾，中文登錄名為「德文馬布爾」。2024年9月葡萄牙籃球聯賽波多宣布馬布爾簽下賽季合約。

## 外部連結
- 德文·馬布爾在fiba.basketball（英语）
- 德文·馬布爾在NBA官網（英语）
- 德文·馬布爾在NBA G聯盟官網（英语）
- 德文·馬布爾在P. LEAGUE+官網
- 德文·馬布爾在Basketball-Reference.com（NBA）（英语）
- 德文·馬布爾在Basketball-Reference.com（NBA G聯盟）（英语）
- 德文·馬布爾在Basketball-Reference.com（國際）（英语）
- 德文·馬布爾在Sports-Reference.com（NCAA）（英语）
- 德文·馬布爾在ESPN（NBA）（英语）
- 德文·馬布爾在Eurobasket.com（球員）（英语）
- 德文·馬布爾在Proballers（英语）
- 德文·馬布爾在RealGM（英语）